# Alejandra Frausto Guerrero
Alejandra Frausto Guerrero (Ciudad de México, 25 de marzo de 1972) es una abogada, funcionaria y gestora cultural mexicana. Es Secretaria de Turismo de la Ciudad de México durante la jefatura de Clara Brugada desde el 5 de octubre de 2024.

## Biografía
Licenciada en Derecho por la Facultad de Derecho de la Universidad Nacional Autónoma de México (UNAM). De 1998 a 2001 fue jefa de difusión cultural de la Universidad del Claustro de Sor Juana y de 2002 a 2004 fungió como curadora del Laboratorio Plasmath de Investigación en Resonancia y Expresión de la Naturaleza A.C. De 2004 a 2006 volvió a la Universidad del Claustro de Sor Juana como directora de difusión cultural. De 2006 a 2009 fue directora del Circuito de Festivales del Gobierno de la Ciudad de México y de 2011 a 2013 dirigió el Instituto Guerrerense de Cultura, periodo en el que fue transformado en Secretaría de Cultura del Estado de Guerrero. De 2013 a 2017 fue directora de culturas populares en la Secretaría de Cultura de la Ciudad de México.
El 1 de diciembre de 2018 fue designada secretaría de Cultura por el presidente Andrés Manuel López Obrador, cargo que desempeñó hasta el 30 de septiembre de 2024.
Desde el 5 de octubre ocupa el cargo de Secretaria de Turismo de la Ciudad de México mediante la designación de la jefa de gobierno Clara Brugada.